# Autovista
Die Autovista International AG mit Sitz in Pfäffikon im Kanton Schwyz ist ein Dienstleistungsunternehmen für den internationalen Autohandel. Autovista entstand aus der Fusion des Schweizer Automarktforschungsunternehmens Eurotax mit dem britischen Kfz-Marktbeobachter Glass's Information Systems,  wurde zunächst EurotaxGlass´s benannt und seit 2017 Autovista Group.
Das Unternehmen ist in 31 Ländern tätig und beschäftigt 800 Mitarbeiter. Autovista verfügt über Informationen von über 360'000 alter wie neuer Fahrzeuge – von PKW und LCV bis Motorräder.
Die Kunden sind Automobilhersteller, Händler, Flotten- und Leasingunternehmen, Werkstatt- und Reparaturbetriebe, Finanzinstitute, Versicherungskonzerne und Zulieferbetriebe der Fahrzeugindustrie.

## Geschichte
Glass's wurde bereits 1933 von William Glass in Grossbritannien gegründet und verfügt über dementsprechend umfassende Aufzeichnungen über den Kfz-Markt, die in die neue gemeinsame Unternehmung miteingebracht wurden.
1957 veröffentlichte Hanns W. Schwacke in Frankfurt am Main erstmals eine Liste mit der Preisangabe von zahlreichen Gebrauchtwagen, über welche er in einer systematischen Marktbeobachtung Informationen gesammelt hatte. Als Erster in Österreich publizierte 1961 der Eurotax-Pionier Helmuth H. Lederer Preisnachrichten für Gebrauchtwagen, nachdem er eine grosse Nachfrage von Autohändlern und Verkäufern wahrgenommen hatte. 1971 schlossen sich die beiden zusammen und dehnten ihre Aktivitäten wenige Jahre später unter dem Namen 'Eurotax' auf weitere Länder aus. Bekannt sind vor allem die blauen und gelben Eurotax-Listen, in Deutschland die Schwacke-Liste, welche Informationen über den Wert von Gebrauchtwagen enthalten.
Die Fusion im Jahr 2000 des Schweizer Automarktforschungsunternehmens Eurotax mit dem britischen Kfz-Marktbeobachter Glass`s Information Systems,'wurde von der Investorengruppe HMTF (ehemals Hicks, Muse, Tate & Furst Inc.) durchgeführt, welche die Unternehmen zuvor aufgekauft hatte. 2006 wurde das neue Grossunternehmen von der britischen Private-Equity-Gesellschaft Candover für 480 Millionen Euro erworben.
im September 2023 wurde Autovista vom amerikanischen Unternehmen J.D. Power übernommen.

## Schwacke GmbH
Die Schwacke GmbH mit Sitz in Frankfurt am Main (Hessen) war eine deutsche Tochtergesellschaft der Autovista International AG. Das Unternehmen bestand noch 2023, als Thorsten Barg die Führung übernahm. Im Jahr 2014 hatte es 86 Mitarbeiter und schrieb damals einen Umsatz von etwa 12,5 Millionen Euro.
Hanns W. Schwacke hatte das Unternehmen 1957 als Verlag gegründet und den Klassiker Schwacke-Liste für PKW als Standard bei der Ermittlung von Gebrauchtwagenpreisen etabliert. Später bot der Dienstleister auf Basis der ständig aktualisierten Listen automobile Marktdaten, Analysen und Softwarelösungen mit den Schwerpunkten Restwertermittlung und -management sowie Schadenkalkulation an. Mit dem Verkauf der Rechte an der Schwacke-Liste Anfang 2020 war diese nicht mehr öffentlich einsehbar und hat ihre maßgebliche Bedeutung für die Automobilmärkte in der Folge eingebüßt.